# Lista de singles número um na Billboard Hot 100 em 2024
A seguir se segue a lista dos singles que alcançaram a primeira posição da Billboard Hot 100 em 2024. A Hot 100 é uma parada musical que classifica as canções com melhor desempenho nos Estados Unidos. Seus dados são compilados pela Luminate Data e publicados pela revista norte-americana de música Billboard. A parada é baseada nas vendas físicas e digitais semanais de cada canção coletivamente, na quantidade de airplay que recebe nas estações de rádio norte-americanas e em seus streaming de áudio e vídeo em plataformas de música digital online.

## Histórico
| Data            | Canção                                     | Artista(s)                                                       | Ref.          |
| --------------- | ------------------------------------------ | ---------------------------------------------------------------- | ------------- |
| 6 de janeiro    | "Rockin' Around the Christmas Tree"        | Brenda Lee                                                       | [ 1 ] [ 2 ]   |
| 13 de janeiro   | "Lovin on Me"                              | Jack Harlow                                                      | [ 3 ] [ 4 ]   |
| 20 de janeiro   | "Lovin on Me"                              | Jack Harlow                                                      | [ 5 ] [ 6 ]   |
| 27 de janeiro   | "Yes, And?"                                | Ariana Grande                                                    | [ 7 ] [ 8 ]   |
| 3 de fevereiro  | "Lovin on Me"                              | Jack Harlow                                                      | [ 9 ] [ 10 ]  |
| 10 de fevereiro | "Hiss"                                     | Megan Thee Stallion                                              | [ 11 ] [ 12 ] |
| 17 de fevereiro | "Lovin on Me"                              | Jack Harlow                                                      | [ 13 ] [ 14 ] |
| 24 de fevereiro | "Lovin on Me"                              | Jack Harlow                                                      | [ 15 ] [ 16 ] |
| 2 de março      | "Texas Hold 'Em"                           | Beyoncé                                                          | [ 17 ] [ 18 ] |
| 9 de março      | "Texas Hold 'Em"                           | Beyoncé                                                          | [ 19 ] [ 20 ] |
| 16 de março     | "Carnival"                                 | ¥$: Ye e Ty Dolla Sign com part. de Rich the Kid e Playboi Carti | [ 21 ] [ 22 ] |
| 23 de março     | "We Can't Be Friends (Wait for Your Love)" | Ariana Grande                                                    | [ 23 ] [ 24 ] |
| 30 de março     | "Lose Control"                             | Teddy Swims                                                      | [ 25 ] [ 26 ] |
| 6 de abril      | "Like That"                                | Future, Metro Boomin e Kendrick Lamar                            | [ 27 ] [ 28 ] |
| 13 de abril     | "Like That"                                | Future, Metro Boomin e Kendrick Lamar                            | [ 29 ] [ 30 ] |
| 20 de abril     | "Like That"                                | Future, Metro Boomin e Kendrick Lamar                            | [ 31 ] [ 32 ] |
| 27 de abril     | "Too Sweet"                                | Hozier                                                           | [ 33 ] [ 34 ] |
| 4 de maio       | "Fortnight"                                | Taylor Swift com part. de Post Malone                            | [ 35 ] [ 36 ] |
| 11 de maio      | "Fortnight"                                | Taylor Swift com part. de Post Malone                            | [ 37 ] [ 38 ] |
| 18 de maio      | "Not Like Us"                              | Kendrick Lamar                                                   | [ 39 ] [ 40 ] |
| 25 de maio      | "I Had Some Help"                          | Post Malone com part. de Morgan Wallen                           | [ 41 ] [ 42 ] |
| 1 de junho      | "I Had Some Help"                          | Post Malone com part. de Morgan Wallen                           | [ 43 ] [ 44 ] |
| 8 de junho      | "I Had Some Help"                          | Post Malone com part. de Morgan Wallen                           | [ 45 ] [ 46 ] |
| 15 de junho     | "I Had Some Help"                          | Post Malone com part. de Morgan Wallen                           | [ 47 ] [ 48 ] |
| 22 de junho     | "I Had Some Help"                          | Post Malone com part. de Morgan Wallen                           | [ 49 ] [ 50 ] |
| 29 de junho     | "Please Please Please"                     | Sabrina Carpenter                                                | [ 51 ] [ 52 ] |
| 6 de julho      | "I Had Some Help"                          | Post Malone com part. de Morgan Wallen                           | [ 53 ] [ 54 ] |
| 13 de julho     | "A Bar Song (Tipsy)"                       | Shaboozey                                                        | [ 55 ] [ 56 ] |